# ای‌وی‌ئی کلاس ۱۰۳
ای‌وی‌ئی کلاس ۱۰۳ (انگلیسی: AVE Class 103) یک قطار تندرو ساخت شرکت زیمنس است.
این قطار که از سال ۲۰۰۶ تولید می‌شود در راه‌آهن ای‌وی‌ئی اسپانیا مورد استفاده قرار می‌گیرد.